# Штадтгауптманшафт Лемберг
Штадтгауптманшафт Лемберг, Львівська міська округа, Львівське міське староство (нім. Stadthauptmannschaft Lemberg, нім. kreisfreie Stadt Lemberg «місто-округа Львів», нім. Stadtkreis Lemberg «міська округа Львів», пол. Starostwo Miejskie we Lwowie) — адміністративно-територіальна одиниця дистрикту Галичина Генеральної губернії з центром у Львові. Існувала під час нацистської окупації України в 1941—1944 роках.

## Історія
1 серпня 1941 року українське місто Львів зарахували до складу дистрикту Галичина. Ймовірно, 11 серпня 1941 року у межах Львова німецька цивільна адміністрація утворила «місто зі статусом округи Львів» (нім. kreisfreie Stadt Lemberg) або ж «міське староство». Ця одиниця набула остаточного оформлення після реорганізації окружних староств дистрикту 15 вересня 1941. Очолював міське староство міський староста — штадтгауптман. Цю посаду з 15 вересня 1941 займав адвокат д-р Ганс Куят (нім. Hans Kujath), а з 5 лютого 1942 обов'язки штадтгауптмана виконував д-р Еґон Гьоллер (нім. Egon Höller) з Кракова. 20 квітня 1942 Ганса Куята було призначено окружним старостою Чортківської округи. 1 липня 1943 запроваджено виключне використання назви Лемберг замість польського варіанту назви міста «Lwów».
Усі важливі пости на рівні округи, такі як керівник відділу господарства, відділу пропаганди та інші, не кажучи вже про суд і поліцію, належали німцям. Тільки другорядні посади займали фольксдойчі та деякі українці — спеціалісти у своїй галузі. Українці також могли обіймати посаду війта або бургомістра.
Органом Львівської міської управи в 1941 році була газета «Львівські вісті», яка з 5 липня по 24 серпня того року називалася «Українські щоденні вісті», а в серпні 1941 — липні 1944 звалася «Львівські вісті» (редактор Осип Боднарович). У Львові Українське видавництво часописів і журналів для дистрикту Галичини з грудня 1941 по 1944 рік випускало часопис «Наші дні» (відповідальний редактор Іван Німчук, співредактори Марія Струтинська, Антоніна Струтинська, Святослав Гординський, Микола Шлемкевич), редакцію якого у березні 1944 було евакуйовано до Жегестова (нині — Польща). 1941 року видавалася «Газета Львівська», редактором якої був Станіслав Васілевський (також польською мовою — «Gazeta Lwowska» та німецькою — «Lemberger Zeitung»; є випуски польською мовою з 9 серпня 1941). У 1942—1943 рр. у Львові виходило ілюстроване щоденне видання «Новий час». Також видавався український популярний тижневик «Рідна земля».
Станом на 1 січня 1944 Львівське міське староство, як і перше, складалося лише з території міста Львів.
27 липня 1944 року в адміністративний центр округи ввійшли радянські війська.